# Guggulstérone
 (mars 2025).
La guggulstérone (ou guggulestérone) est un stéroïde d'origine végétale. On lui a un temps prêté des vertus hypocholestérolémiantes, mais des études ultérieures n'ont pas montré de tel effet.

## État des connaissances

### Historique
Le guggul (Commiphora wightii) est une plante originaire du sous-continent indien (désert du Thar, dans les États indien du Kamataka, du Gujarat et au Rajasthan, ainsi que les régions frontalières de Pakistan). Elle produit une  oléorésine (exsudat huileux), la gomme de guggul, qui fait partie de la pharmacopée traditionnelle indienne (Ayurveda) où elle est utilisée dans le traitement des rhumatismes et des désordres lipidiques. Elle est étudiée scientifiquement depuis au moins les années 1960.
La guggulstérone a été isolée (avec d'autres terpènes végétaux) dans la gomme de guggul par Sukh Dev au cours des années 1980. Elle constitue généralement entre 1 et 1,5 % en masse de cette gomme (environ 2,5 % en masse du guggulipide, l'extrait raffiné issu de la gomme de guggul).

### Propriétés
Si les études indiennes tendent à montrer un effet hypolipidémiant, un tel résultat n'a pas pu être reproduit sur des volontaires consommant une diète occidentale,.
Les études in vitro montrent que la guggulstérone est un ligand de plusieurs récepteurs des stéroïdes, avec les affinités suivantes,,, :  
- Antagoniste du récepteur des minéralocorticoïdes (Ki = 39 nM)
- Agoniste partiel du récepteur de la progestérone (Ki = 201 nM)
- Antagoniste du récepteur des glucocorticoïdes (Ki = 224 nM)
- Antagoniste du récepteur des androgènes (Ki = 240 nM)
- Agoniste des récepteurs des œstrogènes (Ki > 5 μM; EC50 > 5 μM)
- Antagoniste du récepteur farnésoïde X (IC50 = 5–50 μM)

- Agoniste du pregnane X receptor (EC50 = 2.4 μM pour l'isomère Z)